# Wiersz biały
Wiersz biały – typ wiersza, który charakteryzuje się brakiem rymów w klauzulach.
Do poezji polskiej wprowadził go Jan Kochanowski przez fragment Odprawy posłów greckich. Popularny stał się w romantyzmie, wierszem białym pisali na przykład Juliusz Słowacki i Cyprian Kamil Norwid.
Przykładem zastosowania wiersza białego są Satyry albo przestrogi do naprawy rządu i obyczajów w Polszcze należące, na pięć ksiąg rozdzielone Krzysztofa Opalińskiego. W Przedmowie poeta odnosi się do niezastosowania przez siebie rymu:
Rymowi dałem pokój, choćbym ci mu pono
Był niezgorzej podołał. Dość tak i bez rymu,
Bo i Niemiec sam mówi: Prawda, chocia nie rym.
W poezji współczesnej występuje bardzo często. Wiersze białe mogą być to zarówno wiersze sylabiczne, sylabotoniczne, toniczne, jak i wolne, ponieważ między rymami a rytmiką nie występuje analogia. W wierszu białym może występować przerzutnia i średniówka.
Wierszem białym był starożytny heksametr Homera i Wergiliusza. W czasach nowożytnych wiersz biały (blank verse) odgrywa bardzo ważną rolę w literaturze angielskiej zarówno w dramacie elżbietańskim (u Thomasa Kyda, Christophera Marlowe'a i Williama Szekspira), jak i epice (u Johna Miltona, Williama Wordswortha, Alfreda Tennysona, Johna Keatsa, Edwina Atherstone'a, Johna Fitchetta i Roberta Browninga). Wierszem białym posługiwał się też amerykański poeta Robert Frost. Blank verse z reguły występował w wiktoriańskich monologach dramatycznych, między innymi u wspomnianego Roberta Browninga i Alfreda Tennysona.
Altho' I be the basest of mankind,
From scalp to sole one slough and crust of sin,
Unfit for earth, unfit for heaven, scarce meet
For troops of devils, mad with blasphemy,
I will not cease to grasp the hope I hold
Of saintdom, and to clamour, morn and sob,
Battering the gates of heaven with storms of prayer,
Have mercy, Lord, and take away my sin.
(Alfred Tennyson, St Simeon Stylites)
Brak rymu jest niekiedy rekompensowany aliteracją, jak w drugim wersie powyższego cytatu. Przykładem monologu dramatycznego w literaturze polskiej jest Odszczepieniec Antoniego Słonimskiego, napisany nierymowanym jedenastozgłoskowcem. Nierymowany był też dziesięciozgłoskowiec serbskich pieśni ludowych, między innymi utworów opowiadających o bitwie na Kosowym Polu.